# Please (musikalbum)
Please är Pet Shop Boys första studioalbum, utgivet 1986. Det innehåller genombrottssingeln West End Girls. Låtarna "Love Comes Quickly", "Opportunities (Let's Make Lots of Money)" och "Suburbia" blev också singelhits.  
Skivans titel "Please" valdes för att kunder i skivaffären skulle kunna ställa frågan "Can I have the new Pet Shop Boys album Please?"

## Låtlista
1. Two Divided By Zero
2. West End Girls
3. Opportunities (Let's Make Lots of Money)
4. Love Comes Quickly
5. Suburbia
6. Opportunities (Reprise)
7. Tonight Is Forever
8. Violence
9. I Want a Lover
10. Later Tonight
11. Why Dont We Live Together?

Alla låtar är skrivna av Neil Tennant/Chris Lowe förutom 1. skriven av Bobby Orlando/Neil Tennant och 4. skriven av Neil Tennant/Chris Lowe/Stephen Hague.